# Kepler-8b
Kepler-8b là hành tinh thứ năm trong năm ngoại hành tinh đầu tiên được tàu vũ trụ Kepler của NASA phát hiện, với mục tiêu phát hiện các hành tinh trong một khu vực của bầu trời giữa các chòm sao Thiên Cầm và Thiên Nga quá cảnh (đi ngang qua phía trước) sao chủ của chúng. Hành tinh này là nóng nhất trong năm hành tinh được phát hiện. Kepler-8b là hành tinh duy nhất được phát hiện trên quỹ đạo của Kepler-8 và lớn hơn (mặc dù nhiều khuếch tán hơn) so với Sao Mộc. Nó quay một vòng quanh ngôi sao chủ của nó sau 3,5 ngày. Hành tinh này cũng cho thấy hiệu ứng Rossiter-McLaughlin, trong đó quỹ đạo của hành tinh ảnh hưởng đến sự dịch chuyển quang phổ của ngôi sao chủ. Kepler-8b đã được công bố ngày 4 tháng 1 năm 2010 tại một hội nghị ở Washington, DC sau khi các phép đo vận tốc xuyên tâm được thực hiện tại Đài thiên văn WM Keck đã xác nhận phát hiện của Kepler.

## Danh pháp và lịch sử
Hành tinh Kepler-8b được đặt tên như thế vì nó là hành tinh đầu tiên được phát hiện trên quỹ đạo quanh sao Kepler-8. Bản thân ngôi sao (và theo phần mở rộng, hành tinh của nó) được đặt theo tên của tàu vũ trụ Kepler, một vệ tinh do NASA điều hành tìm kiếm các hành tinh đất đá giữa các chòm sao Thiên Nga và Thiên Cầm đang quá cảnh, nghĩa là băng qua trước mặt các ngôi sao chủ của chúng khi quan sát từ Trái Đất. Sự quá cảnh này làm giảm nhẹ độ sáng của ngôi sao theo một khoảng thời gian đều đặn, được sử dụng để xác định xem nguyên nhân của sự dao động độ sáng có thực sự là do quá cảnh hành tinh hay không. Hành tinh này lần đầu tiên được ghi nhận là một sự kiện quá cảnh tiềm năng của kính thiên văn Kepler và ban đầu được chỉ định là KOI 10.01. Các quan sát tiếp theo của Máy quang phổ Echelle độ phân giải cao tại Đài thiên văn WM Keck ở Hawaii đã mang lại thông tin bổ sung về hành tinh này, bao gồm khối lượng và bán kính của nó. Kepler-8b là hành tinh thứ năm được phát hiện bởi kính viễn vọng Kepler. Ba hành tinh đầu tiên trong tầm quan sát của Kepler đã được xác nhận và được sử dụng để kiểm tra độ chính xác của Kepler.
Kepler-8b là hành tinh cuối cùng trong số năm hành tinh đầu tiên mà Kepler phát hiện ra. Phát hiện ra nó, cùng với các hành tinh Kepler-4b, Kepler-5b, Kepler-6b và Kepler-7b, được công bố tại cuộc họp thứ 215 của Hiệp hội Thiên văn học Mỹ ở Washington, DC năm 2010. Việc phát hiện ra năm hành tinh đầu tiên này đã giúp xác nhận chức năng của Kepler.

## Ngôi sao chủ

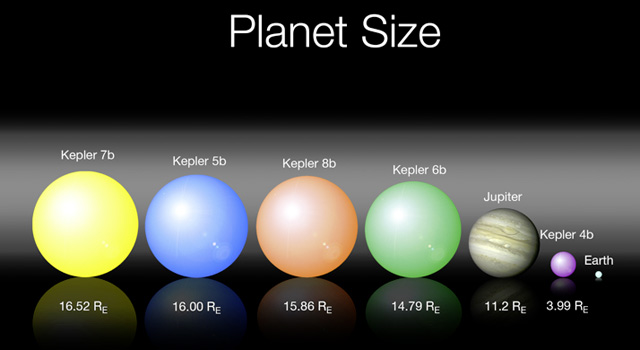
Năm hành tinh đầu tiên được phát hiện bởi Kepler, được so sánh bởi kích thước tương đối. Kepler-8b được mô tả bằng màu cam.

Kepler-8 là một ngôi sao loại F trong chòm sao Thiên Cầm, cách Trái Đất khoảng 1.050 parsec. Với khối lượng và bán kính tương ứng là 1,213 M mặt trời và 1,486 R mặt trời, ngôi sao vừa to hơn và rộng hơn Mặt Trời. Với nhiệt độ hiệu dụng là 6.213 K, Kepler-8 cũng nóng hơn Mặt Trời, mặc dù nó trẻ hơn khoảng ba phần tư tỷ năm và nghèo kim loại hơn một chút.

## Đặc điểm
Kepler-8b có khối lượng 0,603 M J, nhưng bán kính bằng 1,419 RJ. Điều này có nghĩa là mặc dù Kepler chỉ xấp xỉ 60% khối lượng của Sao Mộc, nhưng nó có độ khuếch tán cao hơn, vì nó rộng hơn 41,9%. Dựa trên kích thước và khoảng cách đến ngôi sao của nó, Kepler-8b là một hành tinh Sao Mộc nóng, quay quanh Kepler-8 ở khoảng cách 0,483 AU với chu kỳ quỹ đạo 3,52254 ngày. Để so sánh, Sao Thủy quay quanh Mặt Trời ở khoảng cách trung bình 0,3871 AU với chu kỳ quỹ đạo 87,97 ngày. Với nhiệt độ cân bằng 1.764 K, Kepler-8b là nóng nhất trong số 5 hành tinh được công bố trong hội nghị công bố phát hiện nó. Kepler-8b có độ lệch tâm bằng 0, có nghĩa là quỹ đạo của nó rất tròn. Hành tinh này cũng có mật độ 0,261 gam/cc, nhẹ hơn khoảng 74% so với nước tinh khiết ở 4 °C.
Khi Kepler-8b quay quanh ngôi sao của nó, nó thể hiện hiệu ứng Rossiter-McLaughlin, trong đó quang phổ của ngôi sao chủ trở thành dịch chuteenr đỏ và sau đó thành dịch chuyển lam, khi một thiên thể quá cảnh nó. Việc xác định hiệu ứng này đã thiết lập Kepler-8b là quay trên quỹ đạo trong một chuyển động thuận hành (trái với chuyển động nghịch hành, trong đó một hành tinh quay theo hướng ngược với chiều tự quay của ngôi sao).